# Gerhardt Daniel Țuchel
Gerhardt Daniel Țuchel (n. 27 septembrie 1972, Brașov, România) este un politician român, membru al Partidului Național Liberal. Începând din iunie 2012, îndeplinește funcția de primar al municipiului Tecuci, după ce anterior a fost ales, pentru două mandate consecutive, primar al Comunei Țepu din județul Galați. 

## Studii
Gerhardt Daniel Țuchel s-a născut la data de 27 septembrie 1972 în județul Galați. După absolvirea Școlii "Tudor Pamfile Țepu, urmează cursurile Liceului Militar Ștefan cel Mare din Câmpulung  Moldovenesc (1987-1991) și continuă studiile militare la Institutul Militar „Ioan Vodă” din Sibiu (1992 – 1996), devenind ofițer al Armatei Române, licențiat în management social ca echivalent profesional în activitatea civilă. 
În 2005, Gerhardt Daniel Țuchel devine masterand în drept comunitar și administrație  publică europeană. 

## Activitate profesională
După  Institului Militar, Gerhardt Daniel Țuchel devine ofițer activ al Armatei Române, făcând parte din prima promoție avansată la gradul de sublocotenent. Între 1996 și 2000 a îndeplinit funcția de comandant pluton și comandant baterie tragere Vânători de munte la o Unitate Militară din Miercurea  Ciuc. 
În anul 1999 este avansat la gradul de locotenent. Începând cu anul 2000 își încetează cariera militară și trece în rezervă  pentru a administră afacerile familiei, devenind director al SC Gadmel SRL Țepu, funcție pe care o va deține până în 2004. 
În 2004 este ales primar al comunei Țepu, județul Galați, la doar 31 de ani. Timp de două mandate consecutive, cât a îndeplinit funcția de primar al UAT Comuna Țepu, Gerhardt Daniel Țuchel reușește să implementeze  numeroase proiecte guvernamentale și cu fonduri europene nerambursabile care s-au concretizat în asfaltări ale drumurilor comunale, canalizare, aducțiune de apă sau iluminat public, sală de sport, reușind să transforme comuna gălățeană într-o localitate  la standarde europene, fiind premiat în anul 2007 de către prim ministrul Călin Popescu Tăriceanu la "Gala Premiilor PNL" cu titlul "Cel mai activ tânăr liberal din administrația publică locală din România". 

## Cariera politică
Intră în politică în luna martie 2000, la doar două luni după ce a renunțat la cariera militară, înscriindu-se în APR (Alianța pentru România) Țepu unde este ales președintele organizației de tineret locale. Participă activ la campania de alegeri din 4 iunie 2000, susținând candidatura tatălui sau la alegerile pentru funcția de primar al comunei Țepu. Acesta din urmă pierde însă alegerile. După ce, în anul 2002 APR fuzionează prin absorbție cu PNL, devine membru al Partidului Național Liberal și preia șefia organizației de tineret PNL Țepu. În noiembrie 2002, se transferă la PNL Tecuci unde devine membru activ în Biroul Politic al organizației locale. 
În anul 2003, participă la congresul de constituire al Alianței DA (Dreptate și Adevăr) între PNL și PD, ocazie cu care își exprimă intenția de a candida la funcția de primar al comunei Țepu. Victor Paul Dobre, președinte PNL Galați, nu l-a creditat la momentul respectiv cu șanse reale de câștigare a alegerilor, acceptând totuși candidatura sa din lipsă de alți competitori locali. 
Astfel, în mai 2004 se retransferă la PNL Țepu și se înscrie în cursa electorală pentru funcția de primar al comunei gălățene. Deși era creditat cu doar șapte la sută în sondaje, reușește să câștige funcția de primar din primul tur al alegerilor cu un procent de peste 56% din voturi, devenind cel mai tânăr primar din județul Galați . 
În 2008 este  reales  primar din primul tur, al comunei Țepu, cu peste 70 de procente. 
În PNL Galați a îndeplinit funcția de vicepreședinte al BPT din anul 2006, implicându-se activ în toate bătăliile electorale din județ și având rezultate remarcabile. A făcut parte din Structurile de conducere ale ACOR - prim vicepreședinte Filiala Galați și membru în Consiliul Director Național, poziție din care a militat pentru principiul “Descentralizarii și autonomiei locale” a UAT – urilor din România. 
În 2009 este ales șeful Ligii Aleșilor Locali în județul Galați și membru al Delegației Naționale a PNL. 
În data de 7.01.2009, devine președinte interimar al PNL Tecuci, funcție în care este ales în mod statutar pe 23.05.2010. În anul 2011, odată  cu formarea USL, Gerhardt Daniel Tuchel devine copreședinte al USL Tecuci iar în anul 2012 devinde candidatul USL pentru Primăria Municipiului Tecuci. 
La alegerile din iunie 2012, câștigă detașat alegerile pentru funcția de primar (cu peste  56 la sută din voturi), devansându-l pe fostul primar Eduard Filkenstein care a îndeplinit această funcție timp de două mandate consecutive, devenind primul primar liberal de după 1989. 
În urma scrutinului din data de 5 iunie 2016, Daniel-Gerhardt Țuchel a pierdut fotoliul de primar al Tecuciului (19,95%). Acesta a fost câștigat de social-democratul Cătălin-Constantin Hurdubae (43,27%). La scurt timp Daniel Țuchel a renunțat și la mandatul de consilier local. 

## Viața privată
Gerhardt Daniel Țuchel este căsătorit cu Narcisa Helena Țuchel (de profesie inginer chimist) din anul 1998, cu care are două fete: Helene Denisa (născută în 2000) și Johanna Bianca (născută în 2001). 
Soția, Narcisa Helena Țuchel a fost aleasă în anul 2012 primar al Comunei Țepu, jud. Galați. 
Pasionat de istorie, Gerhardt Daniel Țuchel a cercetat timp de mai mulți ani în biblioteci și arhive din țara și străinătate pentru a întocmi arborele genealogic al familiei sale. Munca și studiul au inclus căutări în Arhivele Naționale din Galați, București, în Bibliotecă Central Universitară din Iași și chiar în arhivele de stat ale Republicii Moldova în Chișinău. A reușit să găsească istoricul familiei până la anul 1700 și a descoperit că, așa cum sugerează și numele, familia sa are origini germanice. Din acest motiv și din respect pentru adevărul istoric și strămoșii familiei sale, în anul 2010, prin hotărâre judecătorească își adaugă  cel  de-al  doilea  prenume, Gerhardt, prenume purtat de primul descendent al familiei stabilit în ținuturile moldave.

1. ↑  Rezultatele alegerilor locale din 2012 (PDF), Biroul Electoral Central, accesat în 11 septembrie 2020